# Diaethria eluina
Diaethria eluina é uma espécie de borboleta frugívora da família Nymphalidae. Pertence ao gênero de borboletas conhecidas popularmente como Borboletas 88, devido ao padrão em suas asas. Pode ser encontrada do Peru à Bolívia e Brasil.

## Características
A envergadura é de cerca de 30-40 milímetros. Os adultos são pretos com uma faixa azul em cada asa. A parte inferior é vermelha e branca com listras pretas.

## Subespécies
- Diaethria eluina eluina (Brasil, Paraguai)[9][10]
- Diaethria eluina lidwina (C. & R. Felder, 1862) (Peru)[11]
- Diaethria eluina splendidus (Oberthür, 1916) (Brasil)[12]